# Szürke senkik
A Szürke senkik egy első világháborús témájú magyar televíziós játékfilm, melynek első televíziós bemutatója 2016. december 17-én volt a Duna TV-n.
Az első világháború vége felé játszódó filmalkotás az Osztrák–Magyar Monarchia egy többnemzetiségű, magyar, osztrák és román katonákból álló felderítő csapatáról szól, amely gyakorlatilag öngyilkos küldetésben, ellenséges vonalak mögött kísérli meg megsemmisíteni az olasz haderők egy kommunikációs központját. A (fiktív) történet szerint az ötfős egységet egy hivatásos katona vezeti, az igazi főszereplő azonban Döme, egy tizenéves szegedi sorkatona, aki még Isonzónál is azt gondolja, hogy a hazáját védi, de egy galambot sem bírna megölni.
A film kizárólag külső helyszíneken játszódik, a jeleneteket Rudabányán, Pilisszentivánon, Nagykovácsiban, Pátyon és Kisorosziban, a terep- és növényzeti viszonyaik alapján a korabeli olasz hadszínterekre emlékeztető magyarországi helyszíneken forgatták.

## Cselekmény
|  | Alább a cselekmény részletei következnek! |

A pontosan egy órás (stáblistával együtt 1 óra 4 perces) tévéfilm mindvégig az ötfős felderítő egységről szól, rajtuk kívül csak olyan mellékszereplők bukkannak fel a történetben, akik olasz katonák vagy az olasz hadsereg alkalmazásában álló civilek. A film kezdetén a felderítő egység már az ellenséges vonalak mögött, olasz területen igyekszik eljutni célja felé, amelyről később derül ki, hogy az olasz hadseregnek egy olyan kommunikációs központja, ahova postagalambok hozzák-viszik a legkülönfélébb üzeneteket, hogy azokat aztán lovas futár vigye tovább, és viszont. A film fő konfliktushelyzetét részint éppen az adja, hogy a monarchikus egység legfiatalabb tagja maga is galambász családból származik: apja Szeged legnagyobb galambtenyésztője volt, akit száz galambjával együtt soroztak be a magyar hadseregbe, és a fiú az ő halála után rukkolt be, a család egyetlen megmaradt galambjával együtt.
Ahogy az egység halad a célja felé, úgy ismeri meg a néző – főként a tábortűz melletti beszélgetéseken keresztül – egyre jobban az öt embert, és így válnak a kezdeti „szürke senkikből” apránként valódi, jól megformált karakterekké: Döme, a naiv galambász fiú mellett – aki úgy vonult be katonának, hogy egy galambot se tudna bántani – egy másik magyar katona, Molnár; az egységet vezető Fodor őrmester, aki korábban hadnagyi rendfokozatban tiszt is volt, de lefokoztatta magát; az osztrák Krámer, aki elesett fia koponyáját őrizgeti málhazsákjában, hogy haza tudja vinni és ott tisztességgel eltemetni; valamint a román Radu, aki nem akar semmi mást, csak hazajutni, de az őrmesterért – aki korábban megmentette őt a román hadbíróság súlyos ítélete elől – bármikor életét adná.
Az olasz kommunikációs központra (postagalamb-állomásra) egy tó partján bukkannak rá a felderítők, akik addigra túljutottak néhány tűzpárbajon, létszámbeli veszteséget is el kellett már szenvedniük. A mindössze néhány katona által őrzött helyszínt csellel közelítik meg: úgy tesznek, mintha Radu elfogta volna a (színleg összekötözött kezű, de a kabátujjában fegyvert rejtő) magyar őrmestert, akinél egy postagalambot is talált, ezért őt a madárral együtt átadja az olasz katonáknak; az akciót egy távolabbi fedezékből Döme biztosítja. Miután kiderül, hogy a galamb lábán lévő üzenet egy, az olaszoknak címzett, nyilvánvaló sértés, tűzpárbaj alakul ki a jelenlévők között, Radu elesik, Fodor pedig fogságba kerül, és ezúttal valóban egy székhez kötözik. A központot irányító olasz tiszt azonban hiába faggatja, az őrmester nem válaszol neki, illetve arcon köpi, amitől a tiszt elveszti az önuralmát, és megpofozza Fodort, aki így székestül a földre bukik – ott viszont fel tud kapni egy üvegcserepet, amivel nagy nehezen elvágja a köteleit. Csak egy másodpercen múlik, hogy hiába küzdött: a tiszt ebben a pillanatban, hirtelen indulatból lelövi őt.
Ekkor már csak a gyerekarcú, idealista Döme van életben az egységből, ráadásul az ő rejtekhelyét is felfedezték az olaszok és egy katonájuk az ő keresésére indul. Döme az erdőben bujkálva kicselezi és a késével leszúrja az őt kereső katonát, majd a tőle elvett puskával lelövi a galambdúcok körül tartózkodó, még élő olaszokat is. Végül a galambketreceket kivonszolja a tó egy meredek partoldalú földnyelvére – nem teljesen világos, hogy mi a célja, de még az is megfordulhat a néző fejében, hogy talán a vízbe lökve akarja elpusztítani az „ellenséges” galambokat. Ám ha gondolt is Döme netán ilyesmire, erre a szörnyűségre már nem kerül sor, mert épp egy újabb galamb érkezik a dúchoz, azzal az üzenettel, hogy vége a háborúnak, az Osztrák-Magyar Monarchia kapitulált. A fiú a ketrecekre roskad, zokogásban tör ki, végül pedig szélnek ereszti az összes galambot.
|  | Itt a vége a cselekmény részletezésének! |

## Közreműködők

### Szereplők
- Kovács S. József – Döme
- Trill Zsolt – Fodor őrmester
- Keszég László – Radu
- Björn Freiberg – Krámer
- Molnár Levente – Molnár
- Szegezdi Róbert – Olasz tiszt
- Tóth András – Galambász
- Juhász László – Lovas
- Vilmányi Benett – Olasz fiú
- Gombos Dániel – Őrszem (dúcnál)
- Lengyel Balázs – Olasz katona I.
- Mezei Félix Róbert – Őrszem (parton)
- Lengyel Balázs
- Garay Dániel Leó
- Vékes András
- Erdei László
- Kocsis Ábel
- Megyeri Dániel
- Puglisi Bartolomeo

### Alkotók
- rendező: Kovács István
- forgatókönyvíró: Köbli Norbert
- operatőr: Dévényi Zoltán
- zene: Faltay Csaba
- producer: Lajos Tamás
- vágó: Duszka Péter Gábor
- díszlettervező: Valcz Gábor
- jelmeztervező: Sinkovics Judit